# Flexitank
Un Flexitank (in italiano: serbatoio flessibile) (noto anche come Flexibag) è un contenitore flessibile installato in un container marittimo di 20 piedi per il trasporto di liquidi non-pericolosi in tutto il mondo in maniera più economica rispetto ai serbatoi di acciaio o gli autobotti. È una forma di trasporto intermodale.

## Materiale
Il materiale della costruzione del Flexitank può essere composto (o interamente fatto) di:
- Polietiliene
- PVC
- Nylon
- Poliuretano

## Prodotti idonei
Vi sono diversi prodotti alimentari e chimici o industriali che possono essere trasportati con i Flexitank, tra cui:

### Alimentari
- Oli alimentari
- Vino
- Acqua
- Melasse
- Succhi di frutta
- Sciroppi
- Olio di pesce

### Non-alimentari
- Lattice (naturale o sintetico)
- Glicerina
- Detergenti
- Vernice a base di acqua
- Olio minerale
- Fertilizzanti
- Sorbitolo[2]

## Legislazione
Non esiste ancora legislazione globale per quanto riguarda l'utilizzo dei Flexitank, però la Container Owners Association (in italiano Associazione dei proprietari dei container), tramite i suoi membri (Compagnie di navigazione) e membri associati (i maggiori produttori di Flexitank), è stato creato un codice di sicurezza per il loro utilizzo. Questo codice prevede l'impostazione di standard minimi per il controllo e produzione di Flexitank da parte dei produttori, e una miglior pratica per gli operatori durante l'utilizzo di questo sistema.

### Le 5 aree
Il codice è separato in cinque parti, per soddisfare l'intero codice un produttore deve rispettare tutti e cinque. Ad agosto 2012 esisteva un solo produttore che aveva passato la certificazione per tutti e cinque.
- Selezione del Container
- Collaudi su ferrovie e test dei materiali
- Etichettatura
- Gestione degli incidenti e assicurazioni
- Formazione

## Certificazione
Le autorizzazioni, certificazioni e conferme di idoneità ottenute da diversi operatori di Flexitank includono:
- La Food and Drug Administration statunitense - idoneità per prodotti alimentari
- ISO 9001 per la qualità nei processi di produzione
- HACCP
- Certificazioni religiose Kosher e Ḥalāl[6]